# نيكولاس ووديسون
نيكولاس ووديسون (بالإنجليزية: Nicholas Woodeson)‏ هو نقابي وممثل بريطاني، ولد في 30 نوفمبر 1949 في السودان.

## أعمال

### أفلام
- (1993) قضية البجع[5]
- (2012) جون كارتر
- (2012) حنة آرندت[6]
- (2012) سكايفول
- (2014) السيد تيرنر[7][8]
- (2015) الفتاة الدانماركية[9]
- (2016) سباق[10]

### مسلسلات
- تابو

## وصلات خارجية
- نيكولاس ووديسون على موقع IMDb (الإنجليزية)
- نيكولاس ووديسون على موقع قاعدة بيانات الأفلام العربية
- نيكولاس ووديسون على موقع ألو سيني (الفرنسية)
- نيكولاس ووديسون على موقع أول موفي (الإنجليزية)
- نيكولاس ووديسون على موقع قاعدة بيانات برودواي على الإنترنت (الإنجليزية)
- نيكولاس ووديسون على موقع قاعدة بيانات الأفلام السويدية (السويدية)
- نيكولاس ووديسون على موقع قاعدة بيانات الفيلم (الإنجليزية)
- نيكولاس ووديسون على موقع كينوبويسك (الروسية)